# Amtsbezirk Klein Wesenberg
Der Amtsbezirk Klein Wesenberg ist eine ehemalige Gebietskörperschaft im Kreis Stormarn, Schleswig-Holstein.
Mit Einführung der preußischen Kommunalverfassung 1889 wurden im gesamten Preußen unterhalb der Kreise Amtsbezirke aus mehreren Gemeinden geschaffen. Der Amtsbezirk Klein Wesenberg bestand aus den folgenden Gemeinden und Gutsbezirken:
Landgemeinden
- Ahrensfelde
- Klein Barnitz
- Groß Barnitz
- Klein Schenkenberg
- Klein Wesenberg
- Westerau

Gutsbezirke
- Trenthorst
- Wulmenau

Nach der Gründung des Landes Schleswig-Holstein wurden 1948 die Amtsbezirke durch Ämter ersetzt. Das Gebiet des Amtsbezirkes Klein Wesenberg wurde dem Amt Reinfeld-Land (heute: Amt Nordstormarn) zugeordnet.